# Роялистка
«Роялистка» (фр. L'Anglaise et le Duc) — исторический фильм режиссёра Эрика Ромера, вышедший на экраны 7 сентября 2001.

## Сюжет
Внесерийный фильм Ромера и его третья картина на историческую тематику. Сценарий основан на изданных в 1859 году мемуарах англичанки Грейс Эллиотт (1754?—1823) «Моя жизнь при революции» (Ma vie sous la Révolution), и охватывает события Великой Французской революции с лета 1790 по весну 1793.
Грейс Эллиотт, бывшая любовница принца Уэльского и герцога Орлеанского, роялистка по убеждениям, проживает в Париже, поддерживая дружеские отношения с герцогом, вставшим на сторону революции. После восстания 10 августа 1792 она вынуждена бежать из Парижа в Мёдон, но 3 сентября, в разгар массовых убийств, возвращается в город, чтобы спасти маркиза Шансене, бывшего управляющего Тюильри. Она испытывает шок, когда грязные санкюлоты суют в окно кареты отрезанную голову принцессы де Ламбаль, но ей удается вывезти раненого аристократа из города, скрыть его в своем загородном доме от революционеров, проводящих обыски, и собственной служанки, поддерживающей якобинцев, а затем при помощи герцога переправить в Англию.
В отличие от бывшего любовника, ставшего депутатом Конвента под именем Филиппа Эгалите, Грейс не находит оправдания политическому оппортунизму. Казнь Людовика XVI, за которой она вместе с горничной наблюдает из Мёдона через подзорную трубу, становится для роялистки сильным потрясением, и ещё большим ударом — известие о том, что Филипп Эгалите, обещавший голосовать за тюремное заключение, нарушил слово.
В беседах с аристократами и генералами, служащими республике, она не скрывает своего возмущения их позицией, и оказывается права, поскольку никакие заслуги перед новым режимом не могут спасти этих людей от гильотины.
После бегства Дюмурье и ареста Филиппа Эгалите в доме Грейс Эллиотт проводят очередной обыск, изымая всю корреспонденцию, и, обнаружив письмо к лидеру вигов Фоксу, арестовывают хозяйку и подвергают допросу в одном из революционных судилищ. При этом революционеры демонстрируют хамство, невежество и жестокость, характерные для представителей социальных низов, дорвавшихся до власти. Благодаря поддержке Верньо и вмешательству Робеспьера Эллиотт освобождают, но к моменту казни Филиппа Эгалите вновь арестовывают. Она выходит из тюрьмы после термидорианского переворота и прекращения террора.

## В ролях
- Люси Рассел — Грейс Эллиотт
- Жан-Клод Дрефюс — герцог Орлеанский
- Ален Либоль — герцог де Бирон
- Шарлотта Вери — Пульхерия, кухарка
- Даниель Таррар — Жюстен, портье
- Розетта — Фаншетта
- Леонар Кобьян — Шансене
- Франсуа Мартуре — Дюмурье
- Каролин Морен — Нанон
- Элена Дюбьель — мадам Мейле
- Франсуа-Мари Банье — Робеспьер
- Серж Ренко — Верньо
- Эрик Вьейяр — Осслен
- Мишель Демьер — Шабо
- Кристиан Амери — Гаде
- Лоран Ледуайен — служащий секции Миромениль
- Жорж Бенуа — председатель секции Миромениль
- Серж Вольфшпергер — ассистент секции Миромениль
- Жан-Луи Валеро — уличный певец
- Эрве-Аксель Коломбель — зевака у монастыря кармелитов
- Жерар Мартен — зевака у монастыря кармелитов
- Мари Ривьер — мадам Лоран
- Анри Амбер — посланец мэрии Мёдона
- Шарль Бор — служащий Вожирара
- Клод Кёнер — служащий Вожирара
- Жан-Поль Рувре — служащий Вожирара
- Анн-Мари Жабро — мадам де Грамон
- Изабель Оруа — мадам де Шатле
- Мишель Дюпюи — портье с улицы Ланкри
- Паскаль Рибье — солдат

## О фильме
Как и в случае с «Персевалем Валлийцем», Ромер отказался от натурных съемок. Действие происходит в декорациях, воссоздающих облик Парижа конца XVIII века по картинам того времени. Рисованные задники при помощи цифровых технологий были превращены в перспективные планы, позволившие ввести в кадр группы статистов на заднем плане. При этом компьютерные декорации сохраняли впечатление искусственности и театральности, названное режиссёром «живописностью» (picturalité). У многих зрителей подобные кинематографические изыски вызвали раздражение, но специалисты их высоко оценили.
Эпизод с подзорной трубой, решенный в резких и мрачных цветовых тонах, получился особенно выразительным. По мнению Роджера Эберта, никакие иные спецэффекты не смогли бы сообщить этой сцене столько визуальной информации.
По словам Эрика Ромера:

Я обратился к эстетике больших исторических фресок немого времени, таких как «Кабирия» и «Нетерпимость». В этом случае живопись мне показалась более подходящей, чем чисто кинематографические способы, вроде монтажа или кадра-контркадра, которые не могли ничего дать…— 
Содержание фильма вызвало споры, автора упрекали в анти-революционности и выборе монархического лагеря. Более умеренные критики все же заметили, что кроме ленты Жана Ренуара «Марсельеза», ни один французский фильм не становится полностью на сторону революции, и даже в «Марсельезе» Людовик XVI показан как вполне симпатичный персонаж.
Эберт высказывает предположение, что для Ромера, католика и человека правых убеждений, было вполне логично наделить героиню верой в превосходство божественного права над человеческим.
Фильм номинировался на премию Европейской киноакадемии 2001 года в категории лучший режиссёр, а в 2002 году на премию «Сезар» в категориях «лучшие декорации» (Антуан Фонтен) и «лучшие костюмы» (Пьер-Жан Ларрок).

## Комментарии
1. ↑  «Англичанка и герцог»
2. ↑  Оригинальное название «Дневник моей жизни во время Французской революции» (Journal of My Life During the French Revolution)
3. ↑  По прошествии двухсот лет только упразднение сословных привилегий и Декларация прав человека оцениваются безусловно положительно, целесообразность остальных революционных преобразований вызывает сомнения, а то, что революция довольно быстро скатилась к массовому террору, «пожрав собственных детей», сильно скомпрометировало ее в глазах и современников и потомков (L'Anglaise et le Duc (фр.). Ciné-club de Caen. Дата обращения: 1 апреля 2016. Архивировано 3 апреля 2015 года.)